# Astri Aasen
Astri Aasen (3 de setembro de 1875 — 10 de outubro de 1935) foi uma pintora norueguesa. Passou a maior parte de sua vida na cidade de Trondheim, e no início do século XX, foi ensinada a pintar por Harriet Backer em Oslo. Ela criou uma série de retratos daqueles que compareceram à primeira assembleia Sámi em 1917. Os retratos foram adquiridos pelo Sámediggi (parlamento Sámi) no final do século XX, onde permanecem até 2021. Após sua morte, sua família criou uma bolsa para jovens artistas.

## Primeiros anos
Filha de Anna Christine Næss e Nils Aasen, Astri Aasen nasceu em 3 de setembro de 1875. Seu pai era joalheiro e sua mãe morreu de tuberculose quando Aasen tinha dois anos. Após a morte de sua mãe, seu pai casou-se com a irmã de Næss e eles cuidaram dos quatro irmãos. Duas de suas irmãs morreram quando ela tinha cerca de dezessete anos.

## Carreira
Na jovem vida adulta de Aasen, tornou-se retocadora na cidade de Ålesund e começou a aprender a pintar em Bergen aos 25 anos (por volta de 1900). Por um curto período, por volta de 1903, e continuando entre 1907 e 1909, ela foi treinada pela pintora Harriet Backer em Oslo (então Kristiania). Segundo a escritora Glenny Alfsen, o seu trabalho artístico consistia num "naturalismo descomplicado": ela criava retratos sem interpretações estranhas. Após a morte dos pais, ela passou a maior parte da vida na cidade norueguesa de Trondheim, onde fez pelo menos uma exposição e morou com a irmã. Ela expôs em muitas cidades ao longo de sua vida - incluindo Paris, Capri, Florença e Nápoles – mas voltou regularmente a Trondheim. Entre 1900 e 1912, também foi ensinada pelos artistas Asor Hansen [nb], Viggo Johansen, Christian Krohg, Halfdan Strøm e Léon Bonnat.

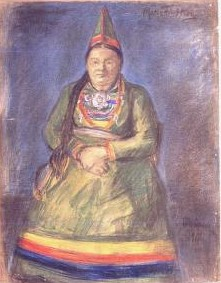
Retrato de Marie Finskog por Aasen em 1917

Entre 6 e 10 de fevereiro de 1917, ocorreu a primeira assembleia Sámi, uma conferência transnacional para os Sámi da Noruega, Suécia, Rússia e Dinamarca. O evento foi fundamental na consciência política Sámi como um dos primeiros a defender um estado Sámi unificado. Aasen visitou a assembleia para criar uma série de retratos em pastel dos participantes, alguns dos quais receberam nomes de pessoas específicas (como o de Daniel Mortensen), e alguns dos quais eram indefinidos (como a Velha Sámi). Os retratos retratam principalmente os peitos e cabeças dos participantes do congresso, e todos foram desenhados rapidamente.
Um desses retratos foi o de Marie Finskog, que viveu de 1851 a 1927. Finskog era uma ativista dos direitos políticos dos Sámi do Sul que falava da situação econômica dos Sámi como não sendo devida a qualquer pobreza inerente ao grupo, mas como o resultado de uma “situação de opressão”. No retrato de Aasen, Finskog usa um gákti verde, uma espécie de vestido. Historicamente, o uso de um gákti foi dificultado pelo ramo fundamentalista do cristianismo do pastor Lars Levi Laestadius (Laestadianismo), embora sua popularidade tenha aumentado na década de 1840.  Bart Pushaw, um historiador da região circumpolar, disse que Aasen estava ciente dos atos de violência ligados ao Laestadianismo – como a rebelião Kautokeino de 1852 no vilarejo de mesmo nome – quando pintou Finskog. Como pedaços da tela amarela subjacente aparecem na pintura (como no gákti de Finskog), a pintura provavelmente foi concluída logo após o início de Aasen. Esta técnica rápida e pouco polida permitiu-lhe pintar muitos participantes da conferência e, de acordo com Pushaw, deu ao seu retrato de Finskog uma "representação mais imaginativa e até moderna", rejeitando a "verossimilhança precisa". Ela também presenteou alguns de seus retratos com seus modelos; embora ela tenha criado três pinturas do ativista Thorkel Jonassen, ela lhe deu uma.
Muitos dos retratos de Aasen eram de ativistas pelos direitos civis dos Sámi. Jonassen, por exemplo, era um ativista que acreditava que os povos Sámi não tinham obrigação moral de pagar impostos aos seus governos coloniais. Após a conferência, Valdemar Lindholm, da revista Idun, escreveu que as pinturas eram de "tipos interessantes" – uma visão vista por Pushaw como exotizando os Sámi e contribuindo para a ignorância de sua cultura. Pushaw diz que figuras como Finskog não eram "participantes passivos" no congresso ou nos seus retratos, mas sim reformistas sociais ativos em toda a região nórdica.

## Morte e legado

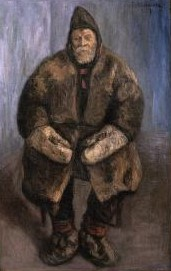
Retrato de Thorkel Jonassen por Aasen em 1917

Em 10 de outubro de 1935, cerca de um mês após seu 60.º aniversário, Aasen morreu de derrame. Oito anos depois, a associação artística de Trondheim criou uma exposição memorial do seu trabalho, e a sua família criou uma bolsa anual para jovens pintores em seu nome: Astri Aasens gave (Presente de Astri Aasen).
Muitas de suas pinturas do congresso Sámi foram recuperadas em 1995; foram obtidos pelo Sámediggi (parlamento Sámi) em Kárášjohka dois anos depois. Seu talentoso retrato de Jonassen também foi adquirido pela Sámediggi; um de seus retratos dele tornou-se um cartão postal, outro foi adquirido por um dos museus da Noruega em Lierne e outro foi postado em uma escola para jovens Sámi em Snåsa. Após o congresso, os estados nórdicos iniciaram um sistema de extensa violência e assimilação que paralisou grande parte do seu progresso; O trabalho de Aasen em Snåsa, segundo Pushaw, "manteve a visibilidade" da luta política Sámi para seus estudantes e mostrou que o progresso era possível.
Os cadernos de desenho de sua juventude, com um desenho de quando ela tinha catorze anos, estão em poder da Trondheim Art Association a partir de 2018. Segundo a curadora de arte Rebeka Helena Blikstad, eles mostram que, como muitas mulheres artistas do período, ela Interessou-se por retratos e pintura de interiores, mas também por formas geométricas de “forma puramente abstrata”. A partir de 2021, suas pinturas do congresso permanecem nas coleções da Sámediggi.